# Seznam televizních záznamů divadelních představení Miloslava Šimka
Toto je seznam televizních záznamů divadelních představení Miloslava Šimka.

## Seznam dílů

### Návštěvní den Miloslava Šimka a Jiřího Grossmanna
s Jiřím Grossmannem 
- Návštěvní den Miloslava Šimka a Jiřího Grossmanna v divadle Semafor (1969, premiéra 6. května 1969) – režie J. Roháč, kamera J. Lebeda, spoluúčinkují: J. Helekal, N. Urbánková, Z. Burianová, M. Voborníková a Orchestr F. R. Čecha, povídka Konec dluhu, 42 minut[1]
- Potoky modré krve (1969) – režie J. Roháč, kamera J. Lebeda, spoluúčinkují: M. Voborníková, N. Urbánková, Z. Burianová, P. Bobek, J. Helekal a další, povídka Moje první taneční, 51 minut[2]
- Návštěvní den 2 (1969) – režie J. Roháč a E. Sedlář, kamera J. Lebeda, spoluúčinkují: N. Urbánková, M. Voborníková, Z. Burianová, L. Svoboda, P. Bobek, J. Helekal a orchestr F. R. Čecha, povídka Můj první klobouk, 47 minut[3]
- Návštěvní den Miloslava Šimka a Jiřího Grossmanna (č. 6, 1970) – režie J. Roháč, kamera J. Lebeda, spoluúčinkují: N. Urbánková, M. Voborníková, J. Helekal, P. Bobek a orchestr F. R. Čecha, povídka Ze zápisníku sportovce, 38 minut[4]
- Návštěvní den Miloslava Šimka a Jiřího Grossmanna (1970, premiéra 25. srpna 1991) – režie J. Roháč, kamera J. Lebeda, spoluúčinkují: N. Urbánková, M. Voborníková, P. Bobek, J. Helekal a orchestr F. R. Čecha, povídka Mé příhody z dětství, 32 minut[5]
- Návštěvní den Miloslava Šimka a Jiřího Grossmanna v Semaforu (1969/1998, premiéra 23. prosince 1998) – režie J. Roháč, kamera J. Lebeda, spoluúčinkují: N. Urbánková, M. Voborníková, Z. Burianová, E. Olmerová, P. Bobek, J. Helekal, orchestr F. R. Čecha a další, povídka Můj první mejdan, 51 minut[6]
- Návštěvní den Miloslava Šimka a Jiřího Grossmanna (1970/1998, premiéra 30. prosince 1998) – režie J. Roháč, kamera J. Lebeda, spoluúčinkují: J. Helekal, N. Urbánková, Z. Burianová, M. Voborníková a Orchestr F. R. Čecha, povídka Jak jsme chovali užitečné zvíře, 47 minut[7]

### Hop dva tři Miloslava Šimka a Jiřího Grossmanna
s Jiřím Grossmannem
- Hop dva tři Miloslava Šimka a Jiřího Grossmanna aneb Jak se dělá šou v divadle Semafor (1971, premiéra 1. července 1972) – režie J. Roháč, spoluúčinkují: N. Urbánková, M. Voborníková, J. Molavcová, Z. Buriánová, P. Bobek, J. Helekal, J. Laufer a další, povídka Jak jsem ochořel, 72 minut[8]
- Hop dva tři Miloslava Šimka a Jiřího Grossmanna (1971, premiéra 16. září 1972) – režie J. Roháč, kamera J. Lebeda, spoluúčinkují: J. Molavcová, Z. Burianová, M. Voborníková, P. Bobek, M. Balcar a další, povídka Jak jsem se učil kouřit, 52 minut[9]
- Hop dva tři Miloslava Šimka a Jiřího Grossmanna (1971, premiéra 16. prosince 1996) – režie J. Roháč, kamera J. Lebeda, spoluúčinkují: J. Robbová, Z. Burianová, M. Voborníková, P. Bobek, N. Urbánková, J. Helekal, M. Balcar a další, povídka Jak jsem se učil plavat, 60 minut[10]

### Ze Soboty na Šimka
s Luďkem Sobotou a Petrem Nárožným
- Ze Soboty na Šimka (1973, premiéra 30. května 1975) – režie J. Roháč, kamera J. Lebeda, spoluúčinkují: Z. Burianová, P. Bobek, M. Janík, M. Paleček, J. Robbová, Z. Lorencová a další, 52 minut[11]
- Ze Soboty na Šimka aneb Návštěvní den v divadle Semafor (1973, premiéra 9. srpna 1975) – režie J. Roháč, kamera J. Lebeda, spoluúčinkují: P. Bobek, M. Paleček, M. Janík, J. Robbová, Z. Burianová, Z. Lorencová a další, 60 minut[12]

### Decentní večer
s Luďkem Sobotou a Petrem Nárožným
- Decentní večer II. (1978) – režie J. Roháč, kamera J. Lebeda, 45 minut[13]
- Decentní večer číslo IV (1980) – režie E. Sedlář, kamera J. Lebeda, 39 minut[14]

### další
s Jiřím Grossmannem
- Pánský večírek (1970, premiéra 1. dubna 1971) – režie J. Roháč, kamera J. Lebeda, spoluúčinkují: F. R. Čech, P. Bobek, M. Balcar, L. Svoboda a další, 41 minut[15]